# 帕德里-贝尔纳多
帕德里-贝尔纳多是巴西戈亚斯州的一个市镇。总面积3137.903平方公里，总人口25220人，人口密度8人/平方公里。